# Vanessa Morgan
Vanessa Morgan Mziray (Ottawa, Ontario; 23 de marzo de 1992) es una actriz, cantante y modelo canadiense, conocida por sus papeles de Sarah Fox en la película y serie My Babysitter's a Vampire, Hannah en Geek Charming, Lyria en Las crónicas de Shannara y Toni Topaz en Riverdale.

## Vida y carrera

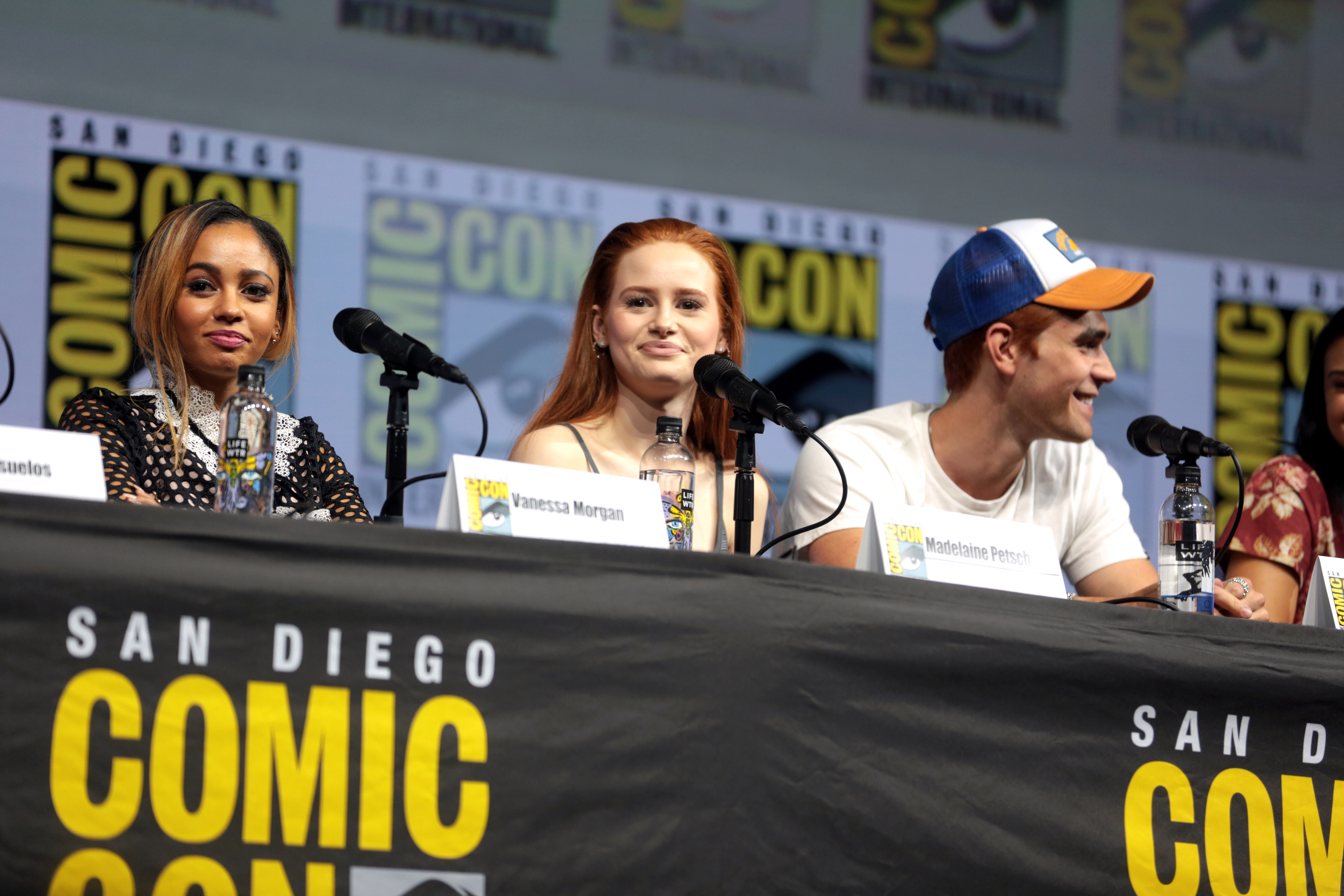
Vanessa Morgan, Madelaine Petsch y KJ Apa en San Diego Comic Con International 2018.

Nació en Ottawa, Ontario. Su padre es de África Oriental y su madre es de Escocia. Ella ganó el certamen Miss América Junior en 1999. Se graduó de Colonel By Secondary School en 2010. Morgan hizo apariciones en la película A Diva's Christmas Carol en 2000 y una aparición en 2010 en Frankie and Alice.
Morgan inició su carrera como actriz en la serie de televisión de Family Channel The Latest Buzz, interpretando a Amanda Pierce, donde ella era uno de los personajes principales, en esta serie, ella interpretaba a la hija del dueño de la revista, donde Amanda cubre artículos de Moda. 
En 2010, Morgan interpretó a Marion Hawthorne en la película de Disney Channel Harriet the Spy: Blog Wars. Al año siguiente, interpretó a Sarah en la película de Disney Channel/Teletoon My Babysitter's a Vampire, así como en la serie de televisión del mismo nombre.
En 2011, Morgan apareció en la película original de Disney Channel Geek Charming junto a Matt Prokop y Sarah Hyland. Tuvo un papel recurrente en la temporada 2 de la serie de Disney Channel ANT Farm como Vanessa, la novia de Cameron.

### Vida personal
En julio de 2019, Morgan se comprometió con el jugador de béisbol Michael Kopech. Se casaron el 4 de enero de 2020. El 19 de junio de 2020, Kopech le pidió el divorcio. En julio de ese mismo año, Morgan anunció su embarazo. El 29 de enero de 2021, dio a luz a un niño. El 3 de febrero de 2021, se dio a conocer el nombre de su primer hijo, River Dante.
Su segunda hija nació el 27 de julio de 2024. El 22 de agosto de 2024 anunció su nombre a través de redes sociales: Kaia Autumn Skye.
El día 23 de diciembre de 2024 se comprometió con su pareja James Karnik.

## Filmografía
| Año       | Película                          | Personaje                               | Notas |
| --------- | --------------------------------- | --------------------------------------- | --- |
| 2000      | A Diva's Christmas Carol          | Joven Ebony                             | Película de televisión |
| 2007-2010 | La última onda                    | Amanda Pierce                           | Rol principal |
| 2009-2012 | Summer Camp                       | Lindsay                                 | Papel Recurrente |
| 2010      | Harriet la Espía: Guerra de Blogs | Marion Hawthorne                        | Disney Channel Original Movie                                                                                                   |
| 2010      | Frankie and Alice                 | Joven Frankie                           | Debut en cine |
| 2010      | Mi niñera es un vampiro           | Sarah Fox                               | Película de televisión |
| 2011      | Un chiflado encantador            | Hannah                                  | Disney Channel Original Movie                                                                                                   |
| 2011-2012 | Mi niñera es un vampiro: La serie | Sarah Fox                               | Rol principal |
| 2012      | Programa de talentos              | Jeanne / Vanessa                        | 4 episodios |
| 2013      | Degrassi                          | Vanessa                                 | 2 episodios |
| 2014      | Finding Carter                    | Beatrix "Bird" Castro                   | |
| 2017      | Las crónicas de Shannara          | Lyria                                   | Rol principal |
| 2017-2023 | Riverdale                         | Antoinette «Toni» Topaz Thomasina Topaz | Reparto recurrente (temporada 2), principal (temporada 3-7) Episodio: "Chapter Ninety-Nine: The Witching Hour(s)" (temporada 6) |
| 2018      | Pimp                              | Destiny                                 | Rol Principal |